# 狭叶紫萁
狭叶紫萁（学名：Osmunda angustifolia）为紫萁科紫萁属下的一个种。

## 扩展阅读
- 維基物種上的相關：狭叶紫萁